# La Forêt-Sainte-Croix
La Forêt-Sainte-Croix là một xã ở tỉnh Essonne thuộc vùng Île-de-France miền bắc nước Pháp.
Theo điều tra dân số năm 1999, dân số xã này là 111 người. Ước tính dân số năm 2007 là 145.
Danh xưng cư dân địa phương La Forêt-Sainte-Croix trong tiếng Pháp là Sylvaniens.